# Björnar
Björnar (Ursidae) är en familj av större rovdjur och som idag omfattar åtta arter som förekommer över stora delar av norra och södra halvklotet. Björnar lever i Eurasien, Nord- och Sydamerika och de fanns tidigare även i norra Afrika. Arterna är främst allätare med undantag av jättepandan som huvudsakligen lever av bambuskott och isbjörnen som har kött som huvudföda.

## Systematik

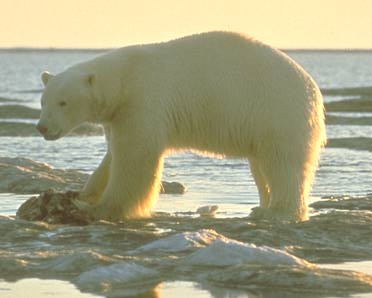
Isbjörn.

Evolutionärt uppträdde björnar jämförelsevis sent. De äldsta kända äkta björnarna levde under den senare delen av tidsperioden tertiär.

### Yttre systematik
Björnar ingår i ordningen rovdjur (Carnivora) och där i underordningen Caniformia. Kattbjörnens systematiska tillhörighet är omdiskuterad, den placeras ibland till halvbjörnarna, ibland till björnarna och ibland till den egna familjen Ailuridae. Olika genetiska undersökningar visade motstridande resultat. Glasögonbjörnen är den enda nu levande medlemmen av underfamiljen Tremarctinae. Till denna underfamilj hör dock även den utdöda arten Arctodus simus. Arten jättepanda räknas också till en egen underfamilj, Ailuropodinae. De övriga sex arterna räknas till underfamiljen Ursinae. I några systematiker tillhör alla släktet Ursus och i andra förs malajbjörnen och läppbjörnen till släktet Helarctos eller Melursus. Till de utdöda arterna i denna underfamilj hör arten grottbjörn (Ursus spelaeus).
En rad djurarter har orddelen björn; trots att de inte är släkt med björnarna eller halvbjörnarna, till exempel kallas några sälarter sjöbjörnar, koalan kallas koalabjörn; och en grupp mikroorganismer kallas ibland björndjur.

### Släkten och arter inom familjen
Vanligen skiljs mellan åtta nu levande arter fördelade på fem släkten. Därtill kommer några utdöda arter.
- Släkte: Ursus
  - Brunbjörn (den art som på svenska har trivialnamnet "björn")
    - Europeisk brunbjörn
    - Kodiakbjörn
    - Grizzlybjörn
    - † Mexikansk brunbjörn

  - Isbjörn
  - Svartbjörn
  - Kragbjörn
  - † Grottbjörn
- Släkte: Melursus
  - Läppbjörn
- Släkte: Helarctos
  - Malajbjörn
- Släkte: Tremarctos
  - Glasögonbjörn
- Släkte: Ailuropoda
  - Jättepanda
- Släkte: Arctodus
  - † Arctodus simus

## Utseende
Björnar skiljer sig från andra familjer i samma ordning då de saknar egentliga rovtänder, i allmänhet har en en stor kropp, kort svans och raka tår med långa, trubbiga klor, som inte kan dras in. Björnarnas ögon är små och öronen runda och uppåtriktade. De har långsträckt nos och tandformeln är I 3/3 C 1/1 P 3-4/4 M 2/3, alltså 40 till 42 tänder. Björnar är hälgångare och fotsulorna är oftast försedda med hår. Bara några arter som ofta klättrar i träd, till exempel malajbjörnen, har naken fotsula. Vid alla fötter finns fem tår. Svansen är bara en liten stump. Pälsen är oftast lång, hos merparten arter enfärgad och oftast brun eller svart. Undantag är jättepandan med påfallande svartvit teckning och isbjörnen som är vit. Ljusare markeringar på bröstet och i ansiktet finns hos några arter.
Vikten varierar mellan 25 kilogram (malajbjörn) och 800 kilogram (isbjörn, upp till 1000 kg), och oavsett art är vuxna hanar alltid tyngre än honorna. Längden (huvud och bål) är 100 till 280 centimeter och tärtill kommer en 6,5 till 21 centimeter lång svans.

## Utbredning
Björnar förekommer idag vilt i Eurasien, Amerika och arktis. I Sydamerika förekommer de bara i den nordvästra delen. I västra och mellersta Europa finns idag bara restbestånd. I Afrika anträffas idag inte längre några björnar. Brunbjörnspopulationen som levde i Atlasbergen utrotades under 1800-talet.

## Ekologi
Björnarna har anpassat sig till mycket olika klimatzoner och förekommer både i polartrakterna, regnskog och gräsmarker, men de undviker vanligtvis mycket torra områden.
Björnar lever huvudsakligen ensamma och är främst aktiva under skymningen och natten, med undantag för isbjörnen som är dagaktiv. Björnar vilar ofta i grottor, ihåliga trädstammar och jordhålor. Deras sätt att ta sig fram är mestadels en långsam passgång men när det behövs når vissa arter, som isbjörn och brunbjörn en hastighet upp till 40 eller 50 kilometer i timmen. Många arter klättrar bra och de kan även simma utmärkt.
Björnarnas hörsel och syn är mindre bra utvecklade.
Flera arter går i ide eller faller i ett orörligt tillstånd, i djup dvala eller i så kallad förlängd torpor under de kallare vintermånaderna. Det är omstritt om vilan ska betraktas som riktig vinterdvala, då deras kroppstemperatur inte sjunker så väsentligt och det går lätt att väcka dem, men hjärtslagen och andningsfrekvensen sjunker tydligt. Under sensommaren och hösten äter de mycket, den europeiska brunbjörnen är mest beroende av blåbär, för att ha en fettreserv över vintern och våren till nästa blåbärssäsong.

### Föda

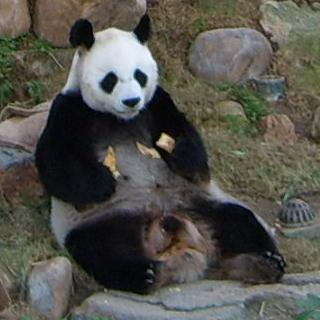
Jättepanda.

Björnar är allätare, med undantag för jättepandan, som nästan uteslutande lever av bambuskott trots att den inte har cellulosanedbrytande matsmältning, och isbjörnen som huvudsakligen är köttätare. Frukt, bär och andra växtdelar utgör en stor del av deras föda, speciellt under våren och hösten. Europeisk brunbjörn är särskilt beroende av blåbär för sin fettlagring under bärsäsong vilket är en förutsättning för vintersömnen i idet. Björnar äter även större däggdjur, i huvudsak hjortdjur och ibland även boskapsdjur. Dessutom kan de äta insekter, den europeiska brunbjörnen är under våren och tidig sommar även beroende av myror, större larver och små ryggradsdjur som fiskar och gnagare. Den födosöker främst med hjälp av luktsinnet.

### Fortplantning
Björnhonor blir dräktiga med ett till fyra års mellanrum. Hos de arter som lever i tempererade till kalla regioner infaller födelsen under vintern, när honan ligger i ide. Hos malajbjörn och andra arter i varma regioner sker födelsen oberoende av årstiden. Parningen kan ske flera månader tidigare och sedan utvecklas det befruktade ägget inte på några månader. Den egentliga dräktigheten är med 60 till 70 dagar förvånansvärt kort och sedan föds en till fyra ungar men oftast två. I gruppen däggdjur är björnar de djur som har den största viktskillnaden mellan honan och kullen. Ungarna väger vid födelsen bara 90 (jättepanda) till 680 gram (brunbjörn), vilket motsvarar 0,13 respektive cirka 1 procent av honans vikt.
Efter födseln är det uteslutande honan som tar hand om ungarna. Under denna tid är hon tydligt aggressiv och angriper nästan alla inkräktare, inklusive fadern och människor. Efter tre till nio månader får ungarna inte längre di. Åtminstone fram till hösten men oftast i 18 till 24 månader förblir ungarna hos modern. Könsmogna blir de efter tre till sex år men för hannar tar det oftast 10 till 11 år att växa till full storlek. I naturen blir de oftast 20 till 30 år gamla och i fångenskap ibland upp till 50 år.

## Björnar och människan

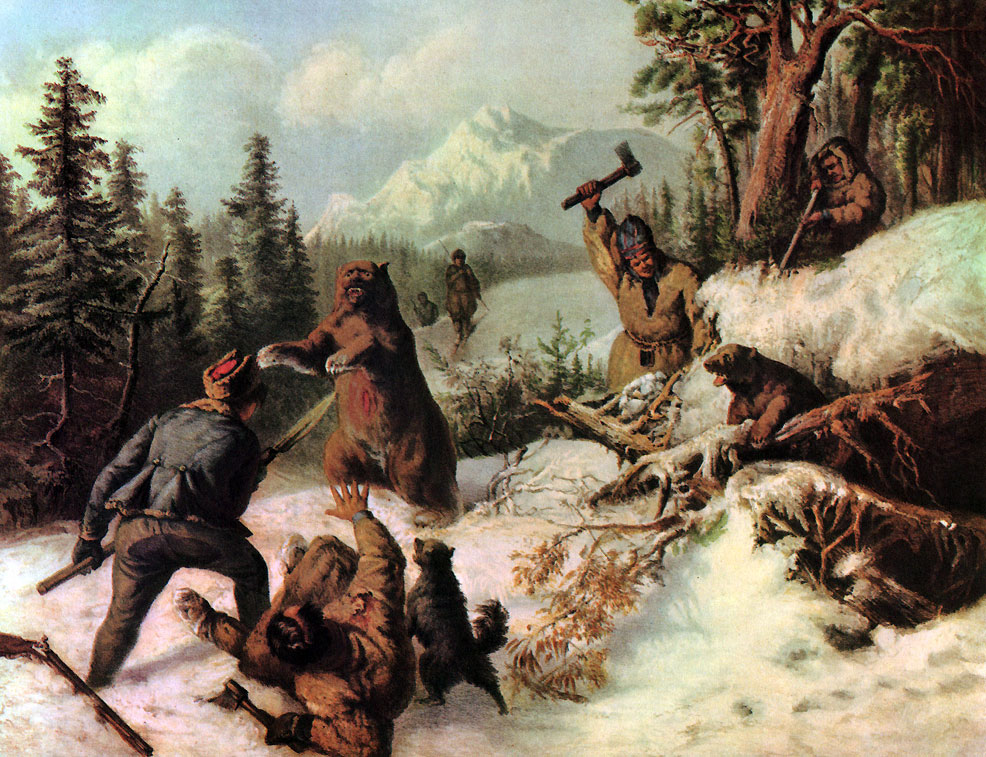
Björnjakt i Jämtland på 1860-talet.

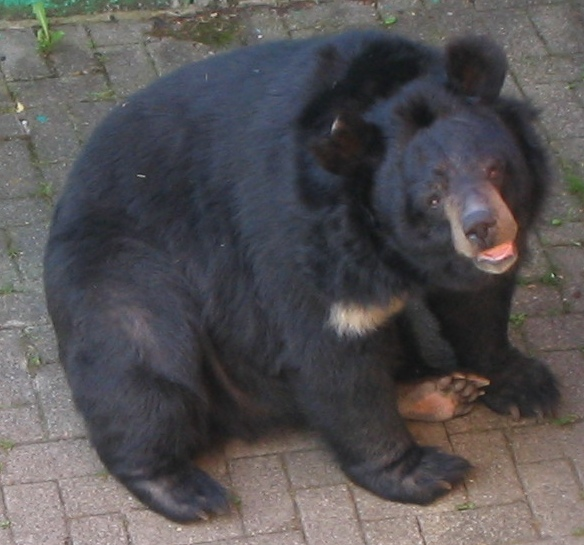
Kragbjörn.

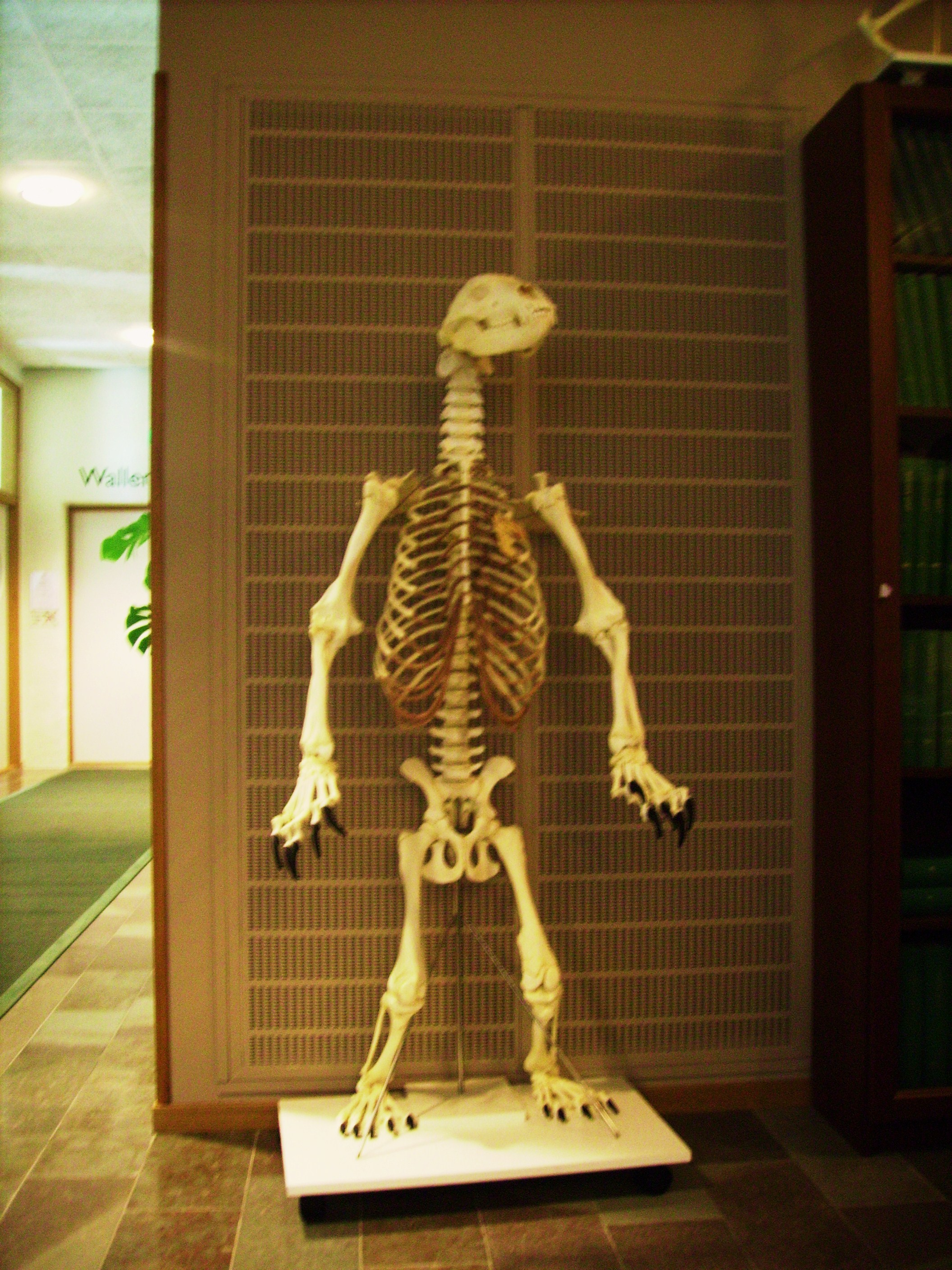
Skelett på Öster Malma.

### Namn, mytologi och folklorism
Trivialnamnet björn har betydelsen brun och är ett gammalt noaord i svenskan, liksom i andra germanska språk. Det ursprungliga, tabubelagda, namnet på djuret är inte längre känt.[källa behövs]
Troligtvis på grund av sin storlek och kraft spelar björnar en stor roll i mytologin och kulten hos många folkgrupper. Björnkult fanns redan på stenåldern och är känd från talrika folkslag. Gudar i gestalt av björnar fanns till exempel hos kelterna. I antikens Grekland brukade herdarna i Pindosbergen fånga björnungar och föda upp dem för att sedan offra dem till gudinnan Afrodite. Även i heraldiken finns många avbildningar av björnar och likaså ingår de i många sagor.

### Björnjakt
Björnar jagas och jagades huvudsakligen för kött och päls men även tänder och klor används för exempelvis smycken. Ofta tillskrivs björnarnas olika kroppsdelar felaktigt en läkeeffekt, och särskilt galla från kragbjörnen som används i kinesisk medicin. En annan anledning till att den jagas är att de anses vara konkurrenter om födan eller betraktas som en potentiell fara. Ibland besöker björnar bebodda områden och kan plundra bikupor, fiskdammar, rota igenom sopor eller ta boskapsdjur.

### Björnattacker
Olika arter och underarter av björn beter sig olika i kontakt med människor. I de flesta fall undviker björnar konflikter med människor. När attacker sker försvarar björnen i vanliga fall sina ungar eller sin föda. Björnar som undanträngs från sina naturliga habitat dödar oftare människans husdjur. För information kring brunbjörnen, se Brunbjörn#Olyckstillbud

### Björnar i fångenskap
Björnar fångas för att fungera som nöjesobjekt för människor. De förevisas på kamparenor i strid med hundar eller människor. En tradition som sträcker sig tillbaka till antiken har varit att få björnar att "dansa". Björnungar fångas då i det vilda, deras tänder dras ut och med olika smärtsamma metoder får man björnen att stå på bakbenen och röra sig i takt till musik. I och med framväxandet av djurskyddslagar försvann företeelsen i många västerländska länder men det var först 2007 som de sista "dansande" björnarna försvann i Europa då de tre sista bulgariska "dansande" björnarna överlämnades till ett djurreservat. Traditionen fortlever idag främst på indiska subkontinenten.

### Status och hot

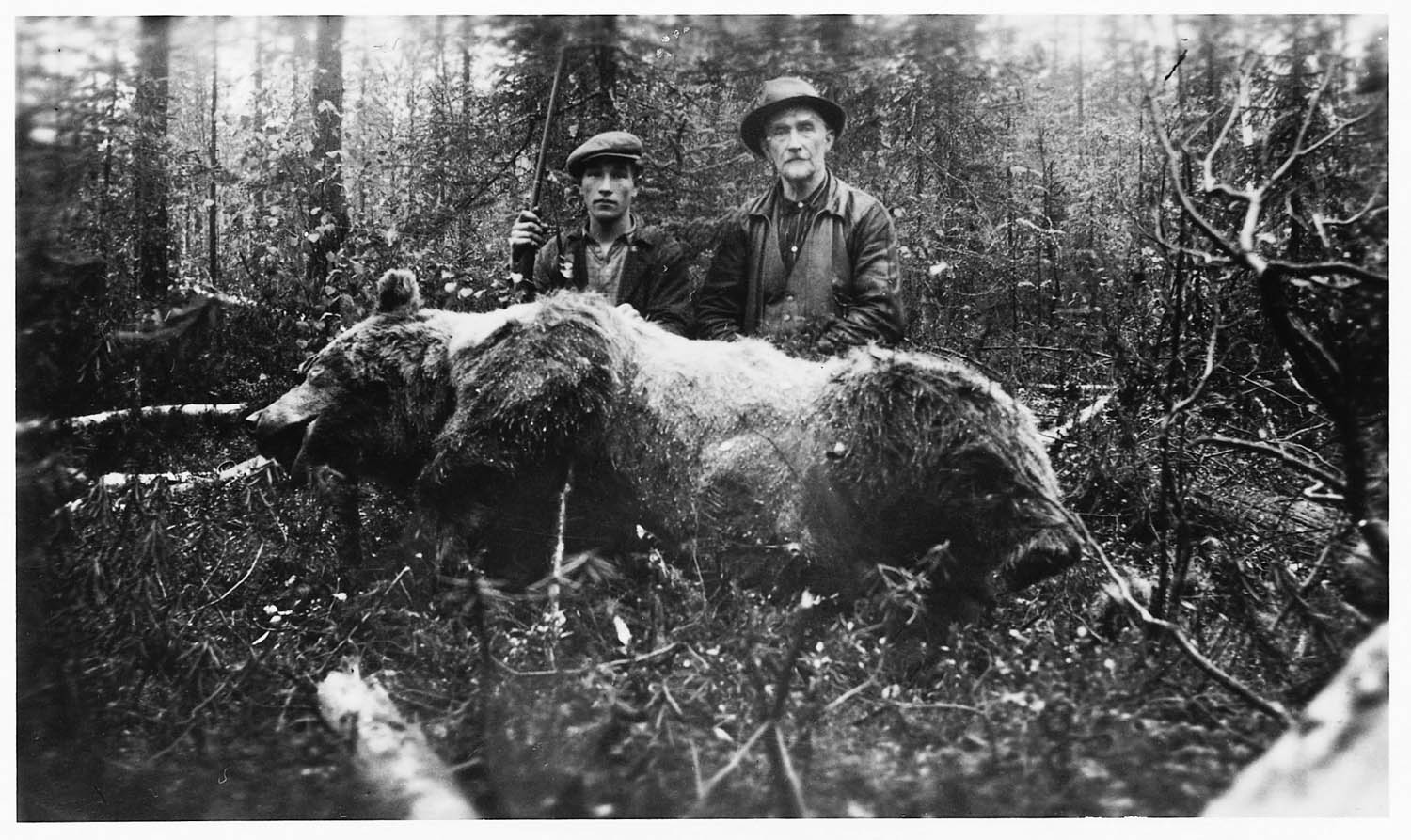
Björnjakt i Dalarna, tidigt 1900-tal.

Jakt och habitatförstöring av björnars levnadsområden är de främsta orsakerna till att många populationer minskar eller försvinner. Till exempel förekommer brunbjörnen i de centrala delarna av USA och i västra och mellersta Europa bara som restbestånd. I norra Afrika och i Mexiko är brunbjörnen helt utdöd. Även malajbjörnar och särskilt jättepandan räknas till de hotade arterna. Isbjörnen anses idag hotad på grund av växthuseffekten vilket medför att nedisade områden i Arktis minskar, och på sikt kan arten försvinna helt.